# Sigrun Kleinrath
Sigrun Kleinrath (16 gennaio 2004) è una combinatista nordica austriaca.

## Biografia
Originaria di Altmünster e attiva in gare FIS dal marzo del 2017, la Kleinrath ha esordito in Coppa Continentale il 25 gennaio 2020 a Rena (5ª) e in Coppa del Mondo nella gara inaugurale del circuito femminile, disputata il 18 dicembre 2020 a Ramsau am Dachstein (5ª); ai successivi Mondiali di Oberstdorf 2021, sua prima presenza iridata, si è classificata 9ª nel trampolino normale.

## Palmarès

### Mondiali juniores
- 1 medaglia:
  - 1 argento (gara a squadre mista a Lahti/Vuokatti 2021)

### Coppa del Mondo
- Miglior piazzamento in classifica generale: 5º nel 2021